# GRIK2
GRIK2、GluK2もしくはGluR6（glutamate ionotropic receptor kainate type subunit 2）は、ヒトではGRIK2遺伝子にコードされるタンパク質である。

## 機能
GRIK2遺伝子は、カイニン酸型グルタミン酸受容体のサブユニットをコードする。この受容体はシナプス可塑性、学習、記憶と関係している可能性がある。また、網膜から視床下部への視覚情報の伝達に関与している可能性もある。この遺伝子にコードされるGluK2タンパク質の構造と機能は、RNA編集の影響を受ける。この遺伝子には選択的スプライシングによる転写バリアントが記載されている。

## 臨床的意義
GRIK2遺伝子のホモ接合型欠失・逆位変異は、非症候群性常染色体劣性遺伝性知的発達障害と関係している。

## 相互作用
GRIK2は次に挙げる因子と相互作用することが示されている。
- DLG1（英語版）[9][10]
- DLG4（英語版）[9][10][11]
- GRID2（英語版）[12]
- GRIK5（英語版）[13][14]
- GRIP1（英語版）[11][15]
- PICK1（英語版）[11]
- SDCBP（英語版）[11][15]

## RNA編集
いくつかの神経伝達物質受容体やイオンチャネルのpre-mRNAはADARの基質となり、アデニン（A）からイノシン（I）への編集を受ける。グルタミン酸受容体ではAMPA受容体サブユニットGluA2、GluA3、GluA4、カイニン酸受容体サブユニットGluK1、GluK2が含まれる。グルタミン酸依存性イオンチャネルは各チャネル当たり4つのサブユニットから構成され、そのそれぞれがポアループ構造に寄与している。ポアループ構造はカリウムチャネルのもの（ヒトKv1.1チャネルなど。Kv1.1のpre-mRNAもAからIへの編集を受ける）と類似している。
GluK2をコードするpre-mRNAに生じるRNA編集はアデニン（A）からイノシン（I）への編集であり、アミノ酸567番、571番、621番に対応する部分が編集される。621番はQ/R部位と呼ばれ、編集によってコドンがグルタミン（Q）をコードするCAGからアルギニン（R）をコードするCGGへ変化する。この部位は2番目の膜貫通領域（M2）のポアループ（Pループ）に位置する。Q/R部位の編集はGluA2やGluK1でも観察され、相同な位置にある。
GluK2はI/V部位（567番）、Y/C部位（571番）も編集され、これらは最初の膜貫通領域（M1）に位置している。編集によって、I/V部位ではイソロイシン（I）をコードするATTからバリン（V）をコードするGTTへ、Y/C部位ではチロシン（Y）をコードするTACからシステイン（C）をコードするTGCへ変化する。
RNAfoldプログラムにより、GluK2のpre-mRNAのQ/R部位周辺の推定二本鎖RNA形成領域が特定されている。この部位で編集が起こるためにはこの配列が必要である。転写産物の解析から、相補性配列（editing complementary sequence、ECS）は編集部位から約1.9 kb下流のイントロン12に位置することが観察されている。M1領域の編集部位のECSはまだ特定されていないが、編集部位からはかなり離れている可能性が高い。

### 調節
GluK2のpre-mRNAのQ/R部位の編集は、ラットの胚では0%、出生時には80%と発生過程で調節されていることが示されている。このことは、AMPA受容体サブユニットGluA2のpre-mRNAがほぼ100%編集されており、発生過程での調節を受けていないのとは異なっている。成体の脳のGluK2転写産物には、未編集型と編集型の双方とも多く存在する。灰白質では受容体の90%が編集を受けているが、白質では10%である。編集の頻度は胚では0%であるが、成体では85%にまで上昇する。

### 影響
GluK2のpre-mRNAは3カ所が編集され、各部位の編集はチャネルのカルシウムイオン透過性に影響を与える。
編集はチャネルの電気生理と関係している。Q/R部位の編集はGluK2では必要不可欠ではないと考えられている。未編集型のGluK2はシナプス可塑性を調節する機能を持つことが報告されている。編集型のGluK2はシナプス可塑性を阻害し、てんかん発作感受性を低下させると考えられている。Q/R部位を欠くマウスは長期増強の増加を示し、カイニン酸誘発性発作感受性が高まる。発作の回数はRNA編集の量との逆相関を示す。ヒトのGluK2のpre-mRNAの編集は発作時に増加し、適応機構となっていると考えられている。
3か所の編集の組み合わせによって、最大8種類の異なるアイソフォームが生じる。カルシウム透過性に対するQ/R部位の編集の影響は、I/V部位やY/C部位の編集に依存しているようである。M1の双方の部位（I/VとY/C）が編集されている場合、カルシウム透過性にはQ/R部位の編集が必要である。反対に、I/VとY/Cのいずれも編集を受けていない場合には、受容体はQ/R部位の編集とは無関係に高いカルシウム透過性を示す。これら2つのアイソフォームの組み合わせによって形成された受容体は、低いカルシウム透過性を示す。
Q/R部位の編集は、アラキドン酸やドコサヘキサエン酸などの膜脂肪酸によるチャネル阻害に影響を与える。編集型のアイソフォームのみからなるカイニン酸受容体はこれらの脂肪酸によって強力に阻害されるが、未編集型サブユニットが1分子加わるだけでこの作用は消失する。
マウスでのカイニン酸誘発発作は、ヒトの側頭葉てんかんのモデルとして利用されている。GluK2のQ/R部位の編集を欠くマウスは発作感受性の増大を示すが、ヒトのてんかん患者の組織解析でこの部位の編集の低下がみられるわけではない。

## 関連文献
- “RNA editing of brain glutamate receptor channels: mechanism and physiology.”. Brain Res. Brain Res. Rev. 26 (2–3):  217–29. (1998). doi:10.1016/S0165-0173(97)00062-3. PMID 9651532.
- “RNA editing of the glutamate receptor subunits GluR2 and GluR6 in human brain tissue.”. J. Neurochem. 63 (5):  1596–602. (1994). doi:10.1046/j.1471-4159.1994.63051596.x. PMID 7523595.
- “Functional expression and pharmacological characterization of the human EAA4 (GluR6) glutamate receptor: a kainate selective channel subunit.”. Recept. Channels 2 (4):  327–37. (1995). PMID 7536611.
- “Refinement of map position of the human GluR6 kainate receptor gene (GRIK2) and lack of association and linkage with idiopathic generalized epilepsies.”. Neurology 45 (9):  1713–20. (1995). doi:10.1212/wnl.45.9.1713. PMID 7675232.
- “RNA editing of human kainate receptor subunits.”. NeuroReport 5 (18):  2625–9. (1995). doi:10.1097/00001756-199412000-00055. PMID 7696618.
- “Phosphorylation and modulation of recombinant GluR6 glutamate receptors by cAMP-dependent protein kinase.”. Nature 361 (6413):  637–41. (1993). Bibcode: 1993Natur.361..637R. doi:10.1038/361637a0. PMID 8094892.
- “Transmembrane topology of the glutamate receptor subunit GluR6.”. J. Biol. Chem. 269 (16):  11679–82. (1994). doi:10.1016/S0021-9258(17)32623-6. PMID 8163463.
- “A transmembrane model for an ionotropic glutamate receptor predicted on the basis of the location of asparagine-linked oligosaccharides.”. J. Biol. Chem. 269 (19):  14159–64. (1994). doi:10.1016/S0021-9258(17)36768-6. PMID 8188697.
- “Biochemical and assembly properties of GluR6 and KA2, two members of the kainate receptor family, determined with subunit-specific antibodies.”. J. Biol. Chem. 269 (2):  1332–9. (1994). doi:10.1016/S0021-9258(17)42262-9. PMID 8288598.
- “Palmitoylation of the GluR6 kainate receptor.”. Proc. Natl. Acad. Sci. U.S.A. 92 (26):  12090–4. (1996). doi:10.1073/pnas.92.26.12090. PMC 40302. PMID 8618850.
- “Normalization and subtraction: two approaches to facilitate gene discovery.”. Genome Res. 6 (9):  791–806. (1997). doi:10.1101/gr.6.9.791. PMID 8889548.
- “Distribution of kainate receptor subunit mRNAs in human hippocampus, neocortex and cerebellum, and bilateral reduction of hippocampal GluR6 and KA2 transcripts in schizophrenia.”. Brain Res. 751 (2):  217–31. (1997). doi:10.1016/S0006-8993(96)01404-7. PMID 9099808.
- “Genotypes at the GluR6 kainate receptor locus are associated with variation in the age of onset of Huntington disease.”. Proc. Natl. Acad. Sci. U.S.A. 94 (8):  3872–6. (1997). Bibcode: 1997PNAS...94.3872R. doi:10.1073/pnas.94.8.3872. PMC 20534. PMID 9108071.
- “Expression and heteromeric interactions of non-N-methyl-D-aspartate glutamate receptor subunits in the developing and adult cerebellum.”. Neuroscience 82 (2):  485–97. (1998). doi:10.1016/S0306-4522(97)00296-0. PMID 9466455.
- “SAP90 binds and clusters kainate receptors causing incomplete desensitization.”. Neuron 21 (4):  727–39. (1998). doi:10.1016/S0896-6273(00)80590-5. PMID 9808460.
- “Subtype-specific assembly of alpha-amino-3-hydroxy-5-methyl-4-isoxazole propionic acid receptor subunits is mediated by their n-terminal domains.”. J. Biol. Chem. 274 (24):  16907–16. (1999). doi:10.1074/jbc.274.24.16907. PMID 10358037.
- Smith HJ (2001). “The introduction of MR in the Nordic countries with special reference to Norway: central control versus local initiatives.”. Journal of Magnetic Resonance Imaging 13 (4):  639–44. doi:10.1002/jmri.1090. PMID 11276111.
- “Molecular mechanisms regulating the differential association of kainate receptor subunits with SAP90/PSD-95 and SAP97.”. J. Biol. Chem. 276 (19):  16092–9. (2001). doi:10.1074/jbc.M100643200. PMID 11279111.